# Civis

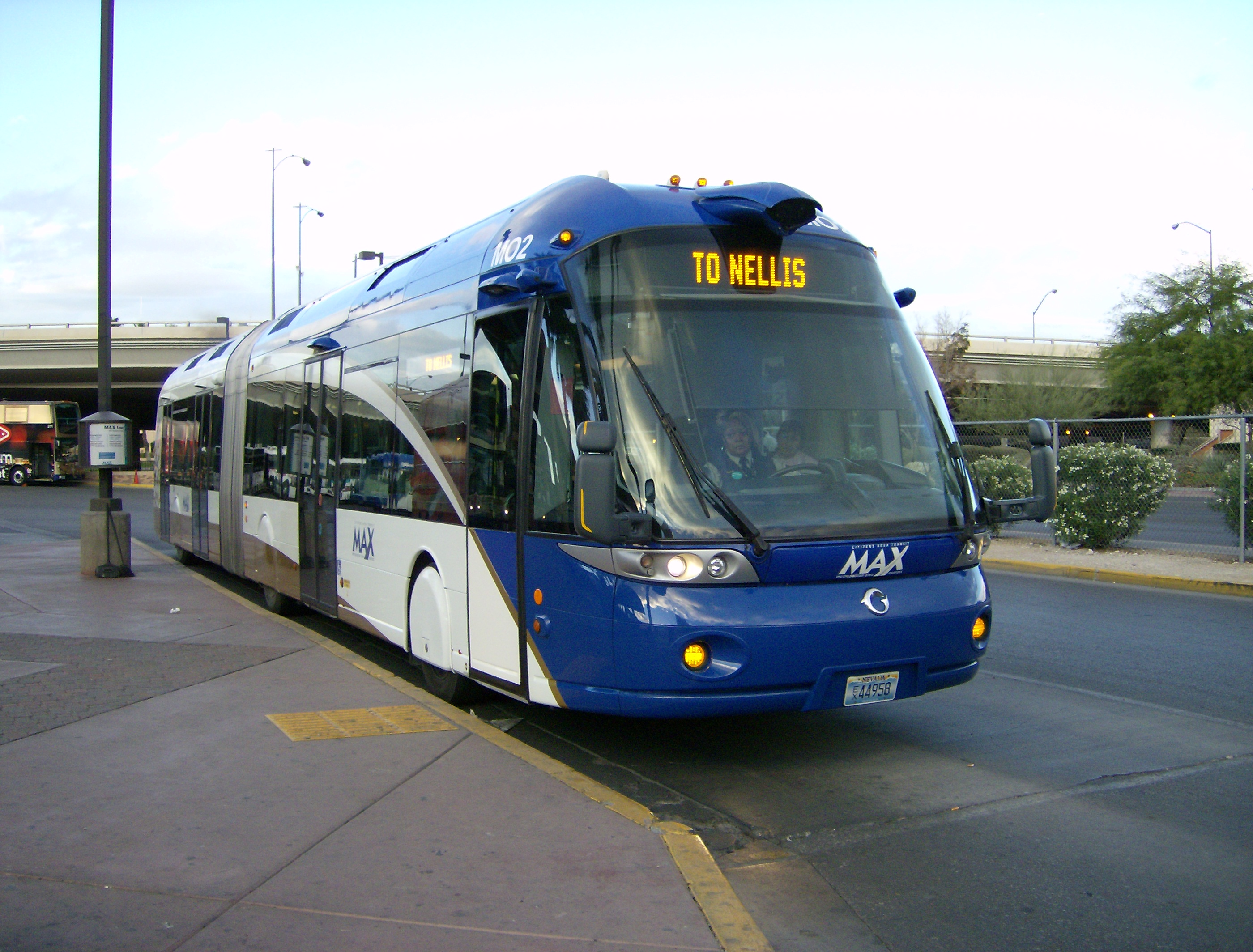
Автобус Civis у Лас-Вегасі

Iveco Civis — сучасний спарений скеровуваний автобус фірми Irisbus. З 2004 року такі автобуси експлуатуються у Лас-Вегасі, Клермон-Феррані і Руані. Скеровуюча система — оптична: автобус обладнаний відеокамерами, які слідкують за спеціальною розміткою. Привід — електричний, автобуси Civis з Лас-Вегаса мають чотири тягових двигуна. Довжина цих автобусів — 61 фут, або приблизно 18 метрів (автобуси спарені, з «гармошкою»). Кожний автобус вміщує до 120 пасажирів. Заявлений строк експлуатації автобусів — 22 роки.
На базі автобуса Civis створений також тролейбус Cristalis. Такі тролейбуси експлуатуються у Ліоні та кількох інших містах.